# پدرو روچ
پدرو روچ (اسپانیایی: Pedro Roig‎; ۲۲ دسامبر ۱۹۳۸ – ۲۲ نوامبر ۲۰۱۸) بازیکن هاکی روی چمن اهل اسپانیا بود.مهمترین دستاورد او مدال برنز در بازیهای المپیک تابستانی ۱۹۶۰ با اسپانیا بود که تنها حضورش در بازیهای المپیک بود.